# Mettlach
Mettlach è un comune tedesco di 12 044 abitanti, situato nel land della Saarland.
A Mettlach ha sede l'azienda Villeroy & Boch.

## Storia
Mettlach, precedentemente Mettloch, era un villaggio con un'abbazia nel ducato di Lorena, annessa alla diocesi di Treviri. L'abbazia di Mettlach fu fondata nel VII secolo da Lutvino, che fu il suo primo abate.